# Kalanchoe luciae
Kalanchoe luciae ist eine Pflanzenart der Gattung Kalanchoe in der Familie der Dickblattgewächse (Crassulaceae).

## Beschreibung

### Vegetative Merkmale
Kalanchoe luciae ist ein zweijähriger, kahler Kleinstrauch, der Wuchshöhen von 50 bis 250 Zentimeter erreicht und mehlig weiß bedeckt ist. Seine einfachen oder verzweigten Triebe sind aufrecht, gerade und stielrund bis vierkantig. Die flachen, kahlen oder behaarten, graugrünen bis gelblich grünen Laubblätter sind sitzend. Ihre längliche, verkehrt eiförmige, spatelige oder kreisrunde Blattspreite ist 4 bis 23 Zentimeter lang und 2 bis 15 Zentimeter breit. Ihre Spitze ist gerundet oder stumpf, die Basis gerundet oder gestutzt und halb stängelumfassend. Der rot getönte Blattrand ist ganzrandig.

### Generative Merkmale
Der vielblütige Blütenstand besteht aus dichten Thyrsen oder Rispen und ist 32 bis 40 Zentimeter lang. Die aufrechten Blüten stehen an bis zu 1 Millimeter langen Blütenstielen. Ihre Kelchröhre ist 0,7 bis 1,5 Millimeter lang. Die lanzettlichen, zugespitzten Kelchzipfel sind 3 bis 7 Millimeter lang und 2,2 bis 4 Millimeter breit. Die Blütenkrone ist blass gelblich grün und manchmal mehlig. Die kantig urnenförmige Kronröhre ist 6 bis 12 Millimeter lang. Ihre länglichen, eiförmig-dreieckigen stumpfen Kronzipfel sind an ihrer Spitze plötzlich zurückgebogen. Sie weisen eine Länge von 4 bis 7 Millimeter auf und sind 2,5 bis 3 Millimeter breit. Die Staubblätter sind nahe dem oberen Viertel der Kronröhre angeheftet und ragen aus der Blüte heraus. Die Staubbeutel sind 0,8 bis 1 Millimeter lang. Die länglich bis quadratischen, ausgerandeten oder dreilappigen Nektarschüppchen weisen eine Länge von 1 bis 2 Millimeter auf und sind 2 bis 2,5 Millimeter breit. Das Fruchtblatt weist eine Länge von 7 bis 11,5 Millimeter auf. Der Griffel ist 2,7 bis 3,5 Millimeter lang.
Die Samen erreichen eine Länge von 1,3 bis 1,5 Millimeter.

## Systematik und Verbreitung
Kalanchoe luciae ist in Simbabwe, Mosambik, Südafrika und Eswatini verbreitet.
Die Erstbeschreibung durch Raymond-Hamet wurde 1908 veröffentlicht. Es werden folgende Unterarten unterschieden:
- Kalanchoe luciae subsp. luciae
- Kalanchoe luciae subsp. montana (Compton) Toelken

## Nachweise